# وادي الامحال

تعديل مصدري - تعديل

وادي الامحال هي إحدى قرى عزلة كهال بمديرية المنار التابعة لمحافظة ذمار، بلغ تعداد سكانها 261 نسمة حسب تعداد اليمن لعام 2004.

## روابط خارجية
- الجهاز المركزي للإحصاء بالجمهورية اليمنية
- المركز الوطني للمعلومات باليمن
- World Gazetteer:Yemen
- الدليل الشامل